# Скит Святої Анни
40°08′25″ пн. ш. 24°17′49″ сх. д. / 40.140277777778° пн. ш. 24.296944444444° сх. д.
Скит Святої Анни (грец. Σκήτη Αγίας Άννας) — один із монастирів на Святій Горі Афон у Греції. Заснований у X столітті. Був присвячений святій Анні, матері Богородиці.

## Історія
Перші ченці з'явилися тут 1007 року. В 1320 скит був закинутий через напади піратів. У XVII-XVIII століттях скит було відновлено, і ченці знову розпочали тут свою службу. У 1752 році було збудовано головний храм імені святої Анни.
Скит Святої Анни відомий суворими чернечими традиціями та духовною практикою. Тут проводяться богослужіння, ченці займаються молитвою, працею та вивченням священних текстів.
Центральна церква скиту Святої Анни була побудована в 1680, коли скит був розширений Патріархом Константинопольським Діонісієм III.
В скиту Святої Анни зберігається архієрейський фаліон Святого Хризостома Смирнського.